# Angela Saini

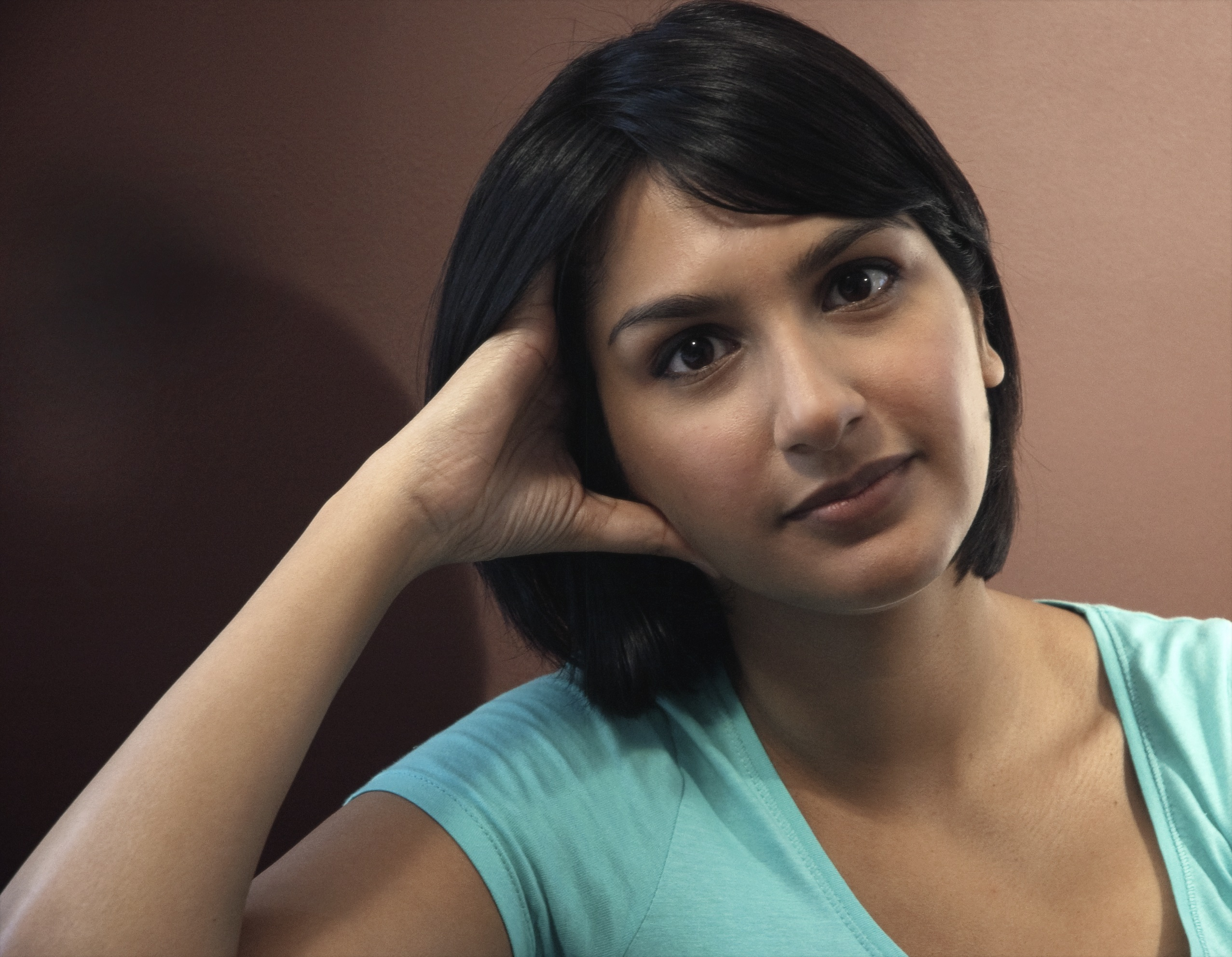
Angela Saini (2010)

Angela Saini (geboren 25. Oktober 1980 in London) ist eine britische Wissenschaftsjournalistin.

## Leben
Angela Saini studierte Ingenieurwissenschaften an der Universität Oxford mit einem Masterabschluss (M.Sc.) und machte einen zweiten Magister in „Science and Security“ am Department of War Studies am King’s College London. Im Jahr 2012/13 war sie Fellow für Wissenschaftsjournalismus am Massachusetts Institute of Technology.
Saini war Journalismustrainee beim Nachrichtensender Independent Television News (ITN) und begann dann als Redakteurin bei der BBC. Seit 2008 arbeitet sie als freiberufliche Journalistin, auch weiterhin für die BBC. Sie schreibt für New Scientist, The Guardian, Science, Cell, Wired, Wallpaper, Vogue, GQ und New Humanist.
Saini erhielt 2009 eine Auszeichnung für Wissenschaftsjournalismus der Euroscience. Ihr Buch Geek Nation war 2012 in Indien ein Bestseller.

## Schriften (Auswahl)

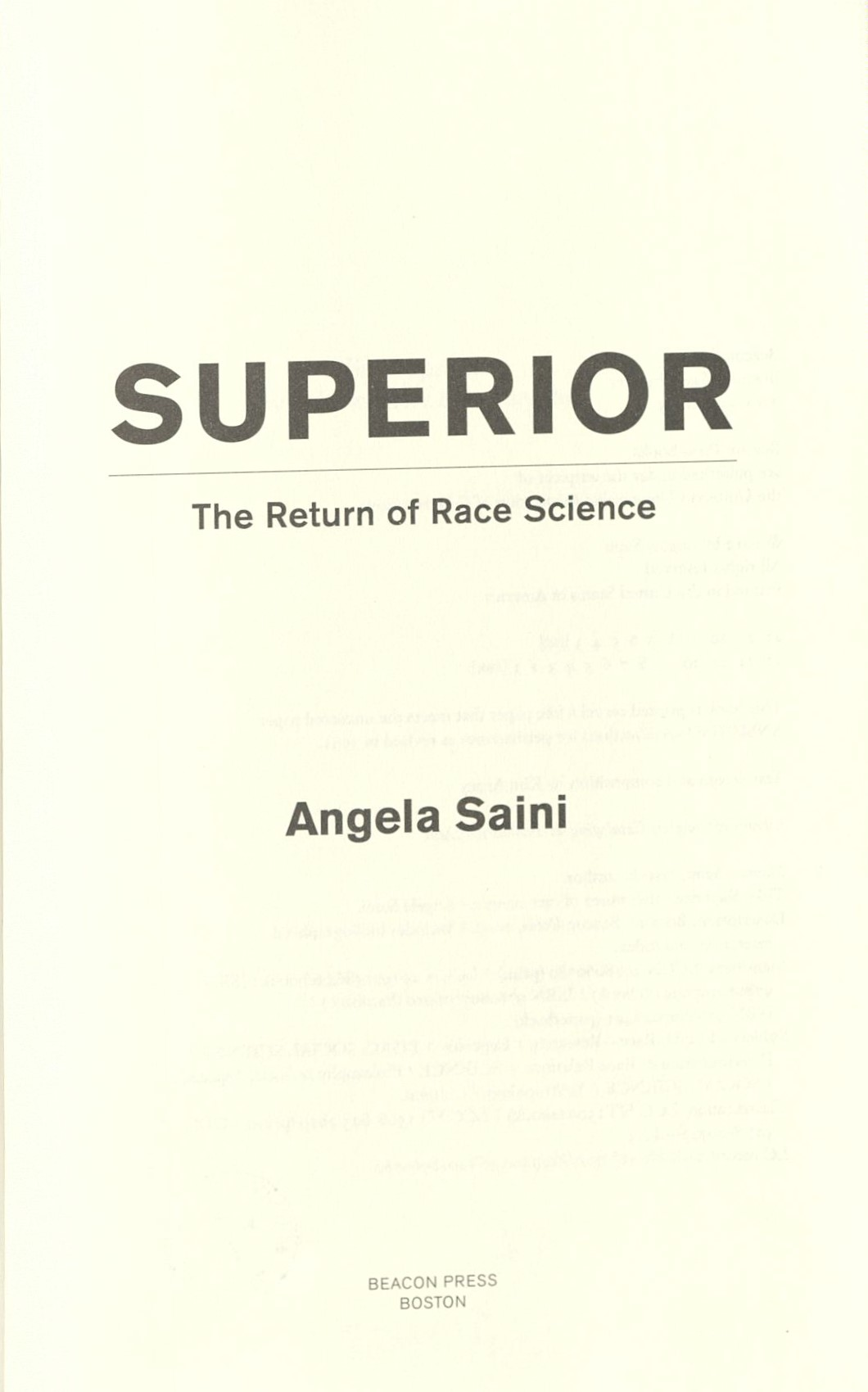
Superior (2019)

- Geek Nation: How Indian Science is Taking Over the World. London: Hodder, 2012
- Inferior: How Science Got Women Wrong and the New Research That's Rewriting The Story. London: 4th Estate, 2017
- Superior: The Return of Race Science. London: 4th Estate, 2019
- The patriarchs : the origins of inequality. Boston, Massachusetts : Beacon Press, 2023
  - Die Patriarchen: Auf der Suche nach dem Ursprung männlicher Herrschaft. Übersetzung Simoné Goldschmidt-Lechner. Hanser, 2023